# Justinian (Ovčinnikov)
Justinian (vlastním jménem: Viktor Ivanovič Ovčinnikov; * 28. ledna 1961, Kostěrjovo) je kněz ruské pravoslavné církve a arcibiskup elistenský a kalmycký.

## Život
Narodil se 28. ledna 1961 v městě Kostěrjovo. Roku 1978 ukončil středoškolské vzdělání a nastoupil na fakultu historie Ivanovské státní univerzity, kterou dokončil roku 1983.
Od července 1983 do července 1984 sloužil jako starší hypodiakon biskupa Amvrosije (Ščurova). Poté nastoupil do Moskevského duchovního semináře. O rok později byl povolán do povinné vojenské služby, kterou vykonával do roku 1986. Následně se stal starším hypodiakonem rektora Moskevských duchovních škol biskupa dmitrovského Alexandra (Timofejeva).
Dne 24. března 1988 byl postřižen na monacha. Na Velikonoce roku 1988 byl vysvěcen na diakona a 26. června na hieromonacha. Stejného roku odešel do Rumunska, kde studoval na fakultě pravoslavné teologie bukurešťské univerzity. O čtyři roky později zde získal titul magistra teologie.
Roku 1991 se stal referentem Oddělení vnějších církevních vztahů.
Od června 1991 do 18. listopadu 1992 byl ključar (kostelník) tverského katedrálního chrámu Svaté Trojice. Ke konci své služby byl povýšen na igumena. Následně působil jako naměstnik (místodržitel) chrámu Nanebevstoupení Páně v Tveru.
Dne 1. září 1995 byl v moskevském donském monastýru vysvěcen na biskupa dubossarského a vikáře kišiněvské eparchie.
Dne 6. října 1998 byl jmenován biskupem nové eparchie tiraspolské a dubossarské.
Dne 25. února 2008 byl povýšen na arcibiskupa.
Dne 5. března 2010 byl rozhodnutím Svatého Synodu Ruské pravoslavné církve jmenován správcem patriarchálních farností v USA s titulem naro-fominský. Od července 2012 do června 2013 byl dočasným správcem argentinské eparchie.
Dne 25. července 2014 byl Svatým Synodem ustanoven arcibiskupem elistenským a kalmyckým.

## Vyznamenání
Církevní
- 2000 – Řád přepodobného Sergia Radoněžského II. třídy
- 2000 – Diplom metropolity kyjevského a celé Ukrajiny (Ukrajinská pravoslavná církev (Moskevský patriarchát)
- 2001 – Řád "Narození Krista – 2000" II. třídy (Ukrajinská pravoslavná církev (Moskevský patriarchát))
- 2003 – Řád blahověrného panovníka Štěpána Velikého II. třídy (Moldavská pravoslavná církev)
- 2005 – Řád přepodobného Serafima Sarovského II. třídy
- 2005 – Řád přepodobného Paisija Veličkovského II. třídy (Moldavská pravoslavná církev)
- 2010 – Řád blahověrného panovníka Štěpána Velikého I. třídy (Moldavská pravoslavná církev)
- 2011 – Řád sv. Innokentije Moskevského II. třídy
- 2012 – Řád za zásluhy o pravoslavnou církev Kazachstánu
- 2013 – Medaile svatého Bazila Velikého I. třídy (eparchie edineţská a bricenská)
- 2015 – Medaile mučedníka Jiřího Vítězného (eparchie cahulská a komratská)
- 2015 – Řád svatého mučedníka Pimena, biskupa semirečenského a verněnského (Metropolitní okruh v Kazachstánu)
- 2015 – Medaile svatého Simeona, prvního biskupa tverského I. třídy (tverská eparchie)
- 2020 – Jubilejní odznak k 25 letům elistinské eparchie
- 2020 – Patriarchální diplom

Světské
- 1996 – Řád republiky (Podněsterská moldavská republika)
- 1997 – Medaile ke vzpomínce 850 let Moskvy
- 1999 – Řád za odvahu (Podněsterská moldavská republika)
- 2000 – Řád pracovní slávy (Moldavská republika)
- 2000 – Řád pracovní slávy (Podněsterská moldavská republika)
- 2000 – Jubilejní medaile k 10 letům Podněsterské moldavské republiky
- 2005 – Řád cti (Podněsterská moldavská republika)
- 2009 – Čestný občan města Kostěrjovo
- 2010 – Čestný občan města Tiraspol
- 2011 – Medaile Za posílení celního společenství (Federální celní služba Ruské federace)
- 2012 – Čestný občan města Komrat
- 2015 – Čestný diplom Kalmycké republiky
- 2015 – Děkovný diplom z mezinárodního sympozia umělců Kam Art
- 2016 – Čestný diplom Národního parlamentu Kalmycké republiky
- 2018 – Náprsní odznak Za zásluhy o město Elista
- 2019 – Kříž Za zásluhy o Vševeliké vojsko donské
- 2020 – Čestný občan Kalmycké republiky
- 2021 – Medaile Za zásluhy v kultuře (Kalmycká republika)
- 2021 – Medaile k 450 letům služby donských kozáků ruskému státu (Vševeliké vojsko donské)